# Glacera de Malaspina
La glacera de Malaspina és la glacera de peudemont més gran de l'Amèrica del Nord. Es troba al sud-est de l'estat d'Alaska, als Estats Units i té al voltant de 65 km d'amplada per 45 km de llargada, amb una superfície d'uns 3.900 km². Porta el nom de l'explorador italià Alessandro Malaspina, el qual visità la regió el 1791 per encàrrec d'Espanya. El 1874 W.H. Dall, membre del que és ara la U.S. National Geodetic Survey, li atorgà el nom de "Malaspina Plateau", sense adonar-se del seu veritable caràcter geològic.
Es forma a l'indret on diverses glaceres de vall, principalment la glacera de Seward i la glacera Agassiz, descendeixen de les muntanyes Saint Elias fins a la plana costanera que mira cap al golf d'Alaska, entre Icy Bay i Yakutat Bay. Té la particularitat què en cap moment arriba a tocar l'aigua del mar.
La glacera de Malaspina té més de 600 metres de gruix en alguns llocs, amb un fons aproximat de fins a 300 metres per sota del nivell del mar. Hi ha dos llacs al costat de la glacera; el llac Oily al peu dels turons Samovar, entre les glaceres d'Agassiz i Seward, i el llac de Malaspina al marge sud-est, prop de la badia de Yakutat.
Dades obtingudes per radar i fotografies aèries que daten de 1972 demostren que el sistema de glaceres Malaspina-Seward han perdut prop de 20 metres de gruix entre 1980 i 2000. En ser una glacera tan gran, aquesta quantitat va ser suficient per contribuir entre un 0,5 i un 1% del total de l'increment del nivell del mar mundial.
La glacera està situada dins els límits del Parc Nacional Wrangell-St. Elias, cosa que n'assegura la seva protecció. L'octubre de 1969 la glacera va ser declarada Monument Natural d'Interès Nacional (National Natural Landmark) pel Govern dels Estats Units.
Un vaixell de la companyia Alaska Marine Highway està batejat amb el mateix nom que la glacera: M/V Malaspina.